# Iago Aspas
Iago Aspas Juncal (wym. [iˈaɣo ˈaspas], ur. 1 sierpnia 1987 w Moaña) – hiszpański piłkarz występujący na pozycji napastnika w hiszpańskim klubie Celta Vigo, którego jest wychowankiem. W latach 2016–2019 reprezentant Hiszpanii.

## Kariera klubowa

### Celta
Aspas urodził się w miasteczku Moaña w galicyjskiej prowincji Pontevedra. Do Celty dołączył w wieku 8 lat i w zespole tym przeszedł wszystkie kolejne szczeble piłkarskiego rozwoju. W sezonie 2006/07 został włączony do składu drugiego zespołu (Celta B), który występował wówczas w Segunda División B (trzeci poziom ligowy).
W pierwszej drużynie debiutował 8 czerwca 2008 roku w meczu z Salamancą. Na swoje drugie spotkanie w Celcie musiał czekać blisko rok, do 6 czerwca. Wówczas to Celta na Estadio Balaídos podejmowała Deportivo Alavés. W meczu tym Iago strzelił dwie bramki (drugą w 90. minucie), a gospodarze wygrali 2:1. Wynik ten oznaczał, że na dwie kolejki przed końcem Celta zapewniła sobie utrzymanie w Segunda División.
Począwszy od kampanii 2009/2010 Aspas był podstawowym zawodnikiem swojej drużyny. Dwa lata później strzelił 23 gole i zajął drugie miejsce w klasyfikacji strzelców, tuż za piłkarzem Almeríi Leonardo Ulloą. W ten sposób pomógł klubowi w uzyskaniu awansu do La Liga.
W swoim pierwszym sezonie w najwyższej klasie rozgrywkowej zdobył 12 bramek, czym wydatnie przyczynił się do utrzymania Celty w Primera División.

### Liverpool
13 czerwca 2013 roku ogłoszono, że Celta i Liverpool porozumiały się w sprawie przenosin Aspasa na Anfield. 23 czerwca 2013 roku Iago Aspas oficjalnie przeszedł do angielskiego klubu.

### Sevilla
Przed rozpoczęciem sezonu 2014/2015, ogłoszono, że Sevilla i Liverpool porozumiały się odnośnie do wypożyczenia hiszpańskiego napastnika. Klub z Andaluzji 14 lipca na swojej stronie internetowej podał informację na temat rocznego wypożyczenia Aspasa z możliwością pierwokupu na trzy sezony po zakończeniu rozgrywek ligowych 2014/2015. Oficjalne potwierdzenie nastąpiło tydzień później.

## Statystyki kariery
Aktualne na dzień 3 września 2022 r.
| 2006/07            | Celta B            | Segunda División B | 21  | 1   | –  | –  | – | – | –  | – | 21  | 1   |
| 2007/08            | Celta B            | Segunda División B | 32  | 4   | –  | –  | – | – | –  | – | 32  | 4   |
| 2007/08            | Celta Vigo         | Segunda División   | 1   | 0   | –  | –  | – | – | –  | – | 1   | 0   |
| 2008/09            | Celta B            | Segunda División B | 31  | 6   | –  | –  | – | – | –  | – | 31  | 6   |
| 2008/09            | Celta Vigo         | Segunda División   | 3   | 2   | –  | –  | – | – | –  | – | 3   | 2   |
| 2009/10            | Celta Vigo         | Segunda División   | 36  | 5   | 7  | 1  | – | – | –  | – | 43  | 6   |
| 2010/11            | Celta Vigo         | Segunda División   | 28  | 4   | 1  | 1  | – | – | –  | – | 29  | 5   |
| 2011/12            | Celta Vigo         | Segunda División   | 35  | 23  | 3  | 2  | – | – | –  | – | 38  | 25  |
| 2012/13            | Celta Vigo         | Primera División   | 34  | 12  | 3  | 0  | – | – | –  | – | 37  | 12  |
| 2013/14            | Liverpool          | Premier League     | 14  | 0   | 1  | 1  | 0 | 0 | –  | – | 15  | 1   |
| 2014/15            | Sevilla FC         | Primera División   | 16  | 2   | 5  | 7  | – | – | 3  | 1 | 24  | 10  |
| 2015/16            | Celta Vigo         | Primera División   | 35  | 14  | 5  | 4  | – | – | 0  | 0 | 40  | 18  |
| 2016/17            | Celta Vigo         | Primera División   | 32  | 19  | 5  | 2  | – | – | 12 | 5 | 45  | 25  |
| 2017/18            | Celta Vigo         | Primera División   | 34  | 22  | 3  | 1  | – | – | 0  | 0 | 37  | 23  |
| 2018/19            | Celta Vigo         | Primera División   | 27  | 20  | 3  | 1  | – | – | –  | – | 30  | 21  |
| 2019/20            | Celta Vigo         | Primera División   | 37  | 14  | 1  | 0  | – | – | –  | – | 38  | 14  |
| 2020/21            | Celta Vigo         | Primera División   | 33  | 14  | 1  | 0  | – | – | –  | – | 34  | 14  |
| 2021/22            | Celta Vigo         | Primera División   | 37  | 18  | 1  | 0  | – | – | –  | – | 38  | 18  |
| 2022/23            | Celta Vigo         | Primera División   | 4   | 5   | 0  | 0  | – | – | –  | – | 2   | 2   |
| Łącznie w karierze | Łącznie w karierze | Łącznie w karierze | 487 | 182 | 39 | 20 | 0 | 0 | 15 | 6 | 541 | 208 |

## Kariera reprezentacyjna
W reprezentacji Hiszpanii zadebiutował 15 listopada 2016 w zremisowanym 2:2 meczu z Anglią, w którym strzelił gola.